# Leki cytostatyczne
Leki cytostatyczne, cytostatyki, leki przeciwnowotworowe, leki cytotoksyczne – grupa substancji naturalnych i syntetycznych używanych w chemioterapii nowotworów,  działająca toksycznie na komórki nowotworowe charakteryzujące się szybkimi podziałami. Leki te uszkadzają jednak także inne szybko dzielące się, zdrowe komórki (szpik kostny, błony śluzowe, komórki włosów), stąd częste są działania niepożądane takie jak: anemia, nudności i wymioty, łysienie. Cytostatyki mają wąski indeks terapeutyczny. 
Leki cytostatyczne w ramach chemioterapii są stosowane jako samodzielna metoda leczenia lub w sposób skojarzony, szczególnie z metodami chirurgicznymi, radioterapią i hormonoterapią. Mogą poprzedzać zasadniczą metodę leczenia jako leczenie neoadiuwantowe lub uzupełniać je w ramach leczenia adiuwantowego.
Ogólna zasada działania cytostatyków polega na zaburzaniu cyklu komórkowego i powodowaniu śmierci komórki lub zahamowaniu jej rozwoju i podziałów. Skuteczność leczenia zależy od stopnia w jakim populacja komórek nowotworowych zostanie zniszczona. Zwykle podczas jednej chemioterapii stosuje się kilka leków z różnych grup cytostatyków. Powoduje to zwiększenie skuteczności leczenia. Leki dobiera się tak, aby miały różny mechanizm działania (zabijały komórkę różnymi sposobami) i jednocześnie inne działania niepożądane, dzięki czemu unika się nasilenia tych samych efektów toksycznych.
Ciągle trwają badania kliniczne nad nowszymi cytostatykami, które działają bardziej swoiście (wybiórczo) i są mniej toksyczne od leków starszej generacji. Dużą rolę odgrywają skuteczne leki przeciwwymiotne (np. ondansetron, aprepitant) i poprawiające czynność szpiku G-CSF.

## Działania niepożądane (wspólne dla wszystkich grup)
Wszystkie grupy leków cytotoksycznych wykazują działanie toksyczne na zdrowe, szybko dzielące się komórki organizmu. Występują zatem:
- anemia, trombocytopenia, neutropenia – wskutek hamowania podziałów w szpiku kostnym
- obniżenie odporności, niekiedy zagrażające życiu
- nudności, wymioty, wrzody żołądka i dwunastnicy, stany zapalne błon śluzowych układu pokarmowego – na skutek zaburzania podziałów komórek nabłonka wyściełającego przewód pokarmowy
- łysienie – na skutek ingerowania w podziały komórek nabłonka skóry
- niepłodność – w wyniku zahamowania spermatogenezy i miesiączkowania oraz uszkodzenia komórek płciowych
- działanie teratogenne i embriotoksyczne
- uszkodzenie nerek przez zwiększenie poziomu kwasu moczowego pochodzącego z rozpadających się komórek (zespół lizy guza)

## Grupy cytostatyków
Działanie cytostatyków może polegać na:
- w przypadku leków alkilujących

Podstawieniu atomu wodoru w DNA rodnikiem alkilowym, co powoduje alkilowanie DNA hamujące podział komórek oraz przyłączeniu rodnika alkilowego do atomu azotu w cząsteczce guaniny. Działanie niektórych leków alkilujących polega także dodatkowo na blokowaniu enzymów odpowiedzialnych za naprawę DNA (pochodne nitrozomocznika, np. karmustyna, lomustyna, fotemustyna), dakarbazyna działa dodatkowo jako antymetabolit purynowy. Leki alkilujące nie są swoiste dla fazy cyklu komórkowego, ale najsilniej działają w fazie S. Do najgroźniejszych powikłań odległych w terapii tymi lekami należy możliwość wystąpienia wtórnych nowotworów. Często powodują także bezpłodność.
- w przypadku inhibitorów mitozy

Dochodzi do rozpadu mikrotubul (tak działają alkaloidy Vinca: winblastyna, winkrystyna i winorelbina) lub ich stabilizacji, jak w przypadku taksanów (paklitaksel, docetaksel). Inhibitory mitozy są fazowo specyficzne, działają w fazie M, taksany dodatkowo w fazie G2. Groźnym objawem ubocznym tej grupy leków jest ich neurotoksyczność, szczególnie w przypadku winkrystyny, a także toksyczne działanie na układ pokarmowy i oddechowy.
- w przypadku inhibitorów topoizomerazy I i II

Dochodzi do hamowania aktywności enzymów potrzebnych do dalszej replikacji DNA. Do tej grupy zalicza się: pochodne kamptotecyny (irynotekan i topotekan), jako blokery I topoizomerazy oraz lignany (etopozyd i tenipozyd), jako blokery II topoizomerazy. Do najgroźniejszych powikłań należą wtórne białaczki, szczególnie w przypadku etopozydu i tenipozydu.
- w przypadku antybiotyków o działaniu cytostatycznym

Dochodzi bądź do stabilizacji DNA poprzez utworzenie niemożliwej do rozplecenia spirali (antracykliny), bądź do przecięcia nici DNA (bleomycyna), bądź również do efektu alkilującego (mitomycyna). Jest to więc grupa cytostatyków najmniej jednolita pod względem działania na komórki nowotworu. Antybiotyki mają szerokie działanie przeciwnowotworowe. Do groźnych działań ubocznych należą: uszkodzenie mięśnia sercowego (antracykliny), uszkodzenie płuc (bleomycyna). 
- w przypadku antymetabolitów

Dochodzi bądź do zahamowania reakcji enzymatycznych, które umożliwiają podział komórek nowotworowych (inhibitory tetrahydrogenazy folianowej; metotreksat, ralitreksed, pemetreksed), bądź wbudowania do struktury DNA jako fałszywy budulec, poprzez łudzące podobieństwo w budowie chemicznej do prawdziwego; tak działają antymetabolity pirymidynowe (cytarabina, gemcytabina) oraz purynowe (fludarabina, chlorodeoksyadenozyna). Antymetabolity mogą także działać poprzez zablokowanie wbudowania cząsteczki, niezbędnej do syntezy DNA, jak np. fluorouracyl. Najgroźniejszym objawem niepożądanym w przypadku antymetabolitów jest uszkodzenie szpiku (szczególnie nasilone w przypadku analogów purynowych). Wszystkie antymetabolity są swoiste dla fazy S cyklu komórkowego. Do zalet leczenia antymetabolitami należy to, że (z wyjątkiem cytarabiny) względnie rzadko wywołują silne dolegliwości ze strony przewodu pokarmowego.

## Zagrożenia dla personelu medycznego
Stosowanie leków cytostatycznych, będących zwykle związkami toksycznymi i rakotwórczymi, stanowi zagrożenie dla personelu medycznego. M.in. stwierdzono skażenie tymi substancjami środków ochrony osobistej pielęgniarek. W 2013 roku Pan American Health Organization i Światowa Organizacja Zdrowia opublikowały rekomendacje dotyczące bezpieczeństwa pracy z cytostatykami.